# نابرژنیه چلنی
شهر نابرژنیه چلنی (به روسی: Набережные Челны) در کشور روسیه و در جمهوری تاتارستان واقع شده‌است.